# 吳琬
吳琬（1370年—？），字德圭，福建邵武府建寧縣人民籍，明朝政治人物。進士出身。

## 生平
國子生。福建癸酉鄉試第二十六名；湖廣鄉試第二十三名。建文二年（1400年）庚辰科會試第四十一名，殿試登進士三甲。

## 家族
曾祖吳足甫、祖父吳惠卿，父亲吳子林。